# Blankenbach
Blankenbacher en kommune i Landkreis Aschaffenburg i det bayerske Regierungsbezirk Unterfranken i Tyskland. Blankenbach er en del af Verwaltungsgemeinschaft Schöllkrippen.

## Geografi
Kommunen ligger omkring 17 km fra Aschaffenburg og Alzenau. Sammen med kommunerne Kleinkahl, Krombach, Schöllkrippen, Sommerkahl, Westerngrund og Wiesen danner Blankenbach Verwaltungsgemeinschaft Schöllkrippen i landskabet Kahlgrund.
I 1966 slog kommunerne Großblankenbach og Kleinblankenbach, der lå på henholdsvis højre og venstre side af floden Kahl, sig sammen til Blankenbach.
Großblankenbach havde tidligere tilhørt greverne Schönborn, mens Kleinblankenbach var en del af Kurmainz.